# Хачатрян, Максим Борисович
Макси́м Бори́сович Хачатря́н (род. 30 января 2004, Санкт-Петербург) — российский и армянский футболист, полузащитник клуба «Сюник».

## Биография
Родился в Санкт-Петербурге.
В 2011 год начал заниматься футболом в академии петербургского «Зенита». В 2012 году перешёл в СДЮСШОР «Зенит». В начале 2016 года присоединился к ДЮСШ «Коломяги». В августе 2018 года вернулся в СШОР «Зенит».
В июле 2021 года перешёл в молодёжную команду клуба «Сочи».
16 июля 2022 года пополнил состав клуба «Тверь». 17 июля 2022 года в матче Второй лиги против «Торпедо-2» дебютировал в профессиональном футболе.
1 апреля 2023 года на правах свободного агента присоединился к омскому «Иртышу». Вместе с клубом в сезоне 2022/23 занял второе место во Второй лиге (группа 4).
28 июля 2023 года вернулся в «Тверь».
8 февраля 2024 года подписал контракт с петербургской «Звездой».
31 июля 2024 года перешёл в белорусский клуб «Славия-Мозырь». 3 августа 2024 сыграл дебютный матч в чемпионате Беларуси против клуба «Днепр-Могилев».
31 июля 2025 года пополнил состав армянского клуба «Сюник».

## Статистика выступлений
| Выступление      | Выступление       | Выступление      | Лига | Лига | Кубки | Кубки | Итого | Итого |
| Клуб             | Лига              | Сезон            | Игры | Голы | Игры  | Голы  | Игры  | Голы  |
| ---------------- | ----------------- | ---------------- | ---- | ---- | ----- | ----- | ----- | ----- |
| Тверь            | Вторая лига       | 2022/23          | 19   | 1    | 0     | 0     | 19    | 1     |
| Тверь            | Итого             | Итого            | 19   | 1    | 0     | 0     | 19    | 1     |
| Тверь            | Вторая лига («Б») | 2023             | 16   | 1    | 2     | 0     | 18    | 1     |
| Тверь            | Итого             | Итого            | 16   | 1    | 2     | 0     | 18    | 1     |
| Звезда (СПб)     | Вторая лига («Б») | 2024             | 14   | 0    | 0     | 0     | 14    | 0     |
| Звезда (СПб)     | Итого             | Итого            | 14   | 0    | 0     | 0     | 14    | 0     |
| Славия-Мозырь    | Высшая лига       | 2024             | 7    | 0    | 0     | 0     | 7     | 0     |
| Славия-Мозырь    | Итого             | Итого            | 7    | 0    | 0     | 0     | 7     | 0     |
| Сюник            | Первая лига       | 2025/26          | 1    | 0    | 0     | 0     | 1     | 0     |
| Сюник            | Итого             | Итого            | 1    | 0    | 0     | 0     | 1     | 0     |
| Всего за карьеру | Всего за карьеру  | Всего за карьеру | 57   | 2    | 2     | 0     | 59    | 2     |

## Достижения
«Иртыш»
- Серебряный призёр Второй лиги (группа 4): 2022/23